# Platypalpus unicus
Platypalpus unicus är en tvåvingeart som först beskrevs av Collin 1961.  Platypalpus unicus ingår i släktet Platypalpus och familjen puckeldansflugor. Inga underarter finns listade i Catalogue of Life.